# Synagoga Zasańska w Przemyślu
Synagoga Zasańska w Przemyślu – synagoga w Przemyślu znajdująca się na Zasaniu przy Placu Unii Brzeskiej 6. 
Przez 47 lat była centrum religijnym i socjalnym zasymilowanej ludności żydowskiej na Zasaniu. Obecnie jest jedną z dwóch zachowanych wolno stojących synagog w Przemyślu.

## Historia
Synagoga została zbudowana w latach 1890–1892 przez członków Towarzystwa Izraelickiej Świątyni Zasańskiej. Projektantem budynku był architekt Wojciech Witoszyński, a budowniczym początkowo Marceli Pilecki, a następnie nieznany z imienia Wilder. Na przełomie lat 1927 i 1928 władze miasta zamknęły synagogę ze względu na częste konflikty pomiędzy Żydami ortodoksyjnymi a zasymilowanymi.
Podczas II wojny światowej hitlerowcy zdewastowali wnętrze synagogi, a do wschodniej części dobudowali halę, przeznaczając całość na elektrownię. Niemcy poprzez to chcieli się uniezależnić od dostaw prądu ze wschodniej części miasta, w której stacjonowały wojska radzieckie.

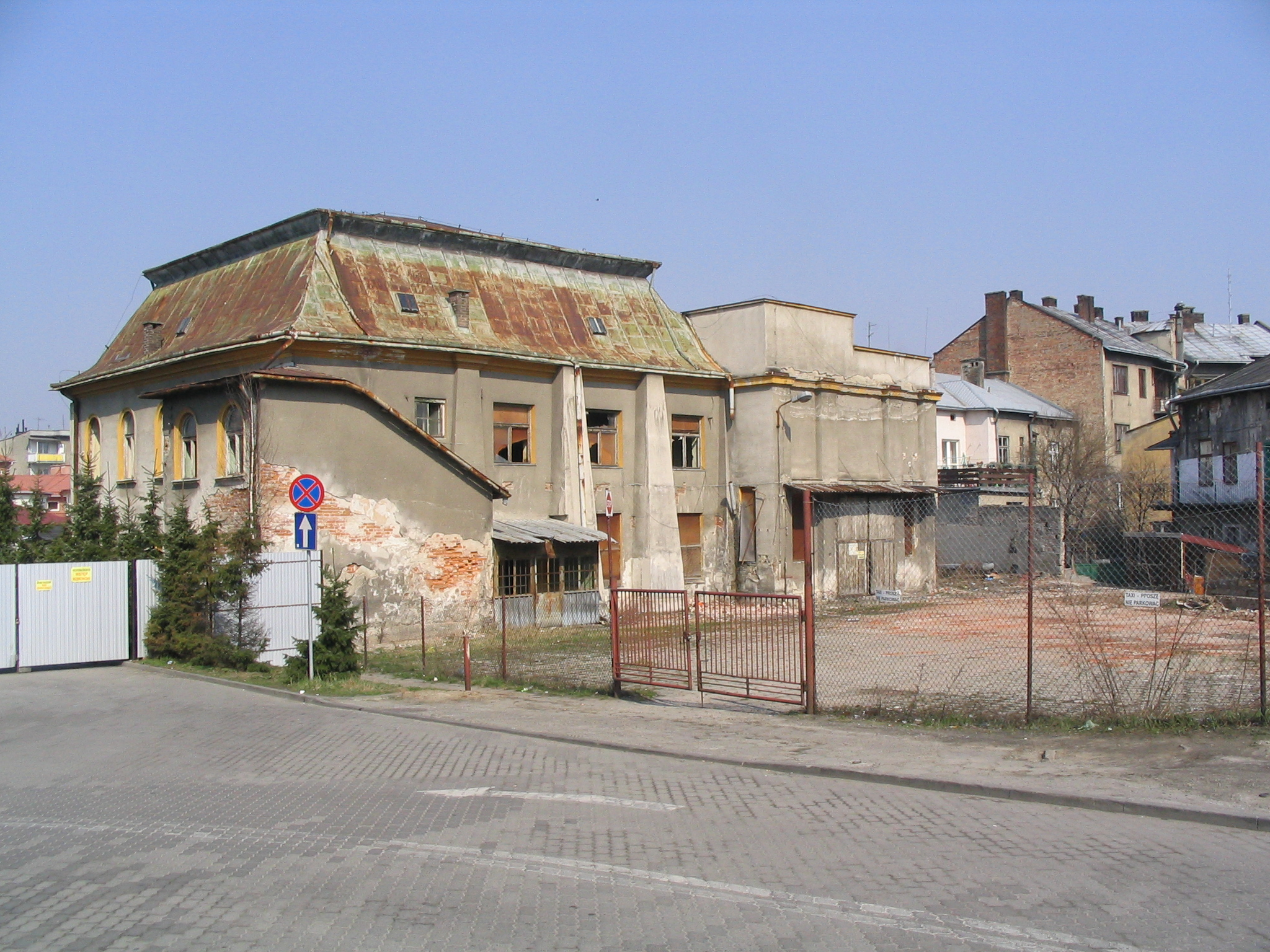
Synagoga, 2007
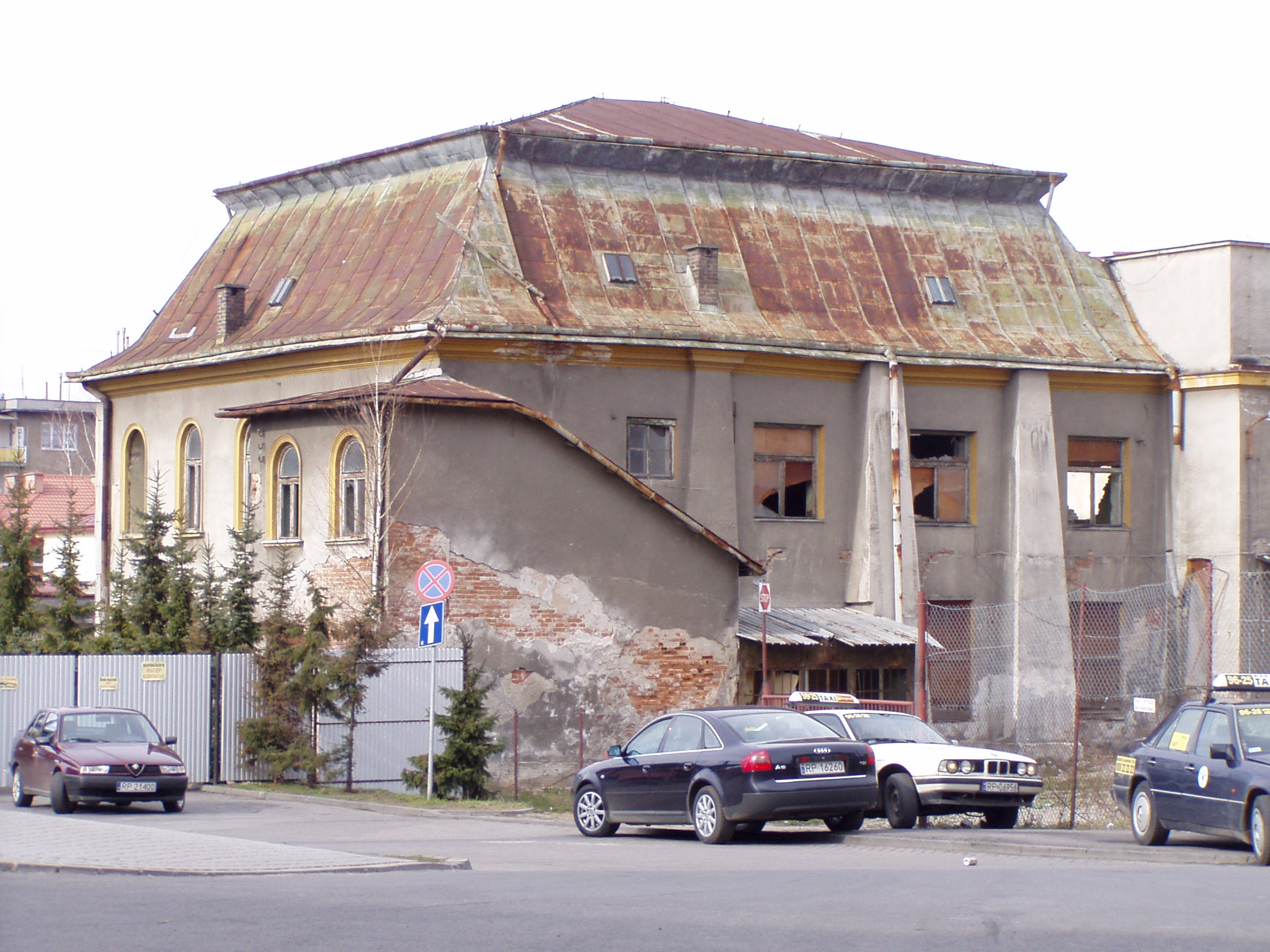
Synagoga, 2008
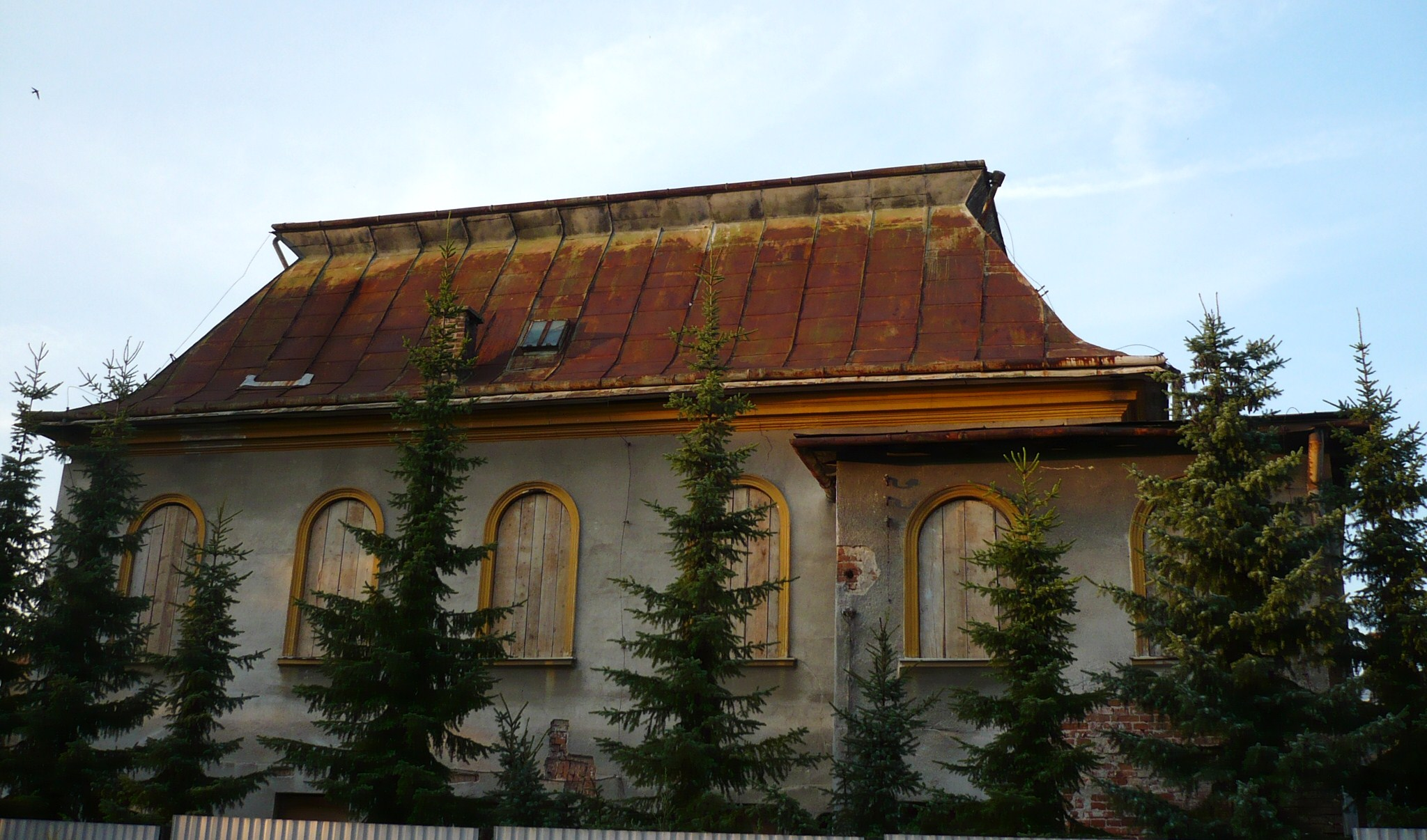
Synagoga, 2011

Po zakończeniu wojny synagoga należała do PKS-u, MPK, Kolumny Transportu Sanitarnego. W latach 1962–1963 przeprowadzono gruntowny remont budynku, podczas którego podzielono stropem na dwie części główną salę modlitewną oraz ostatecznie zniszczono znajdujące się wewnątrz polichromie. W 1994 w synagodze próbowano urządzić galerię sztuki oraz salę wystawową, która prezentowałaby sztukę żydowską. W 2005 miasto sprzedało obiekt prywatnemu przedsiębiorcy Robertowi Błażkowskiemu. Obecnie budynek ma być poddany remontowi, po którym ma pełni funkcje handlowo-usługowe.

## Architektura
Murowany i orientowany budynek synagogi wzniesiono na planie prostokąta. We wschodniej części znajdowała się główna sala modlitewna, a w zachodniej przedsionek z babińcem na piętrze. W narożniku południowo-zachodnim znajdowała się przybudówka ze schodami na babiniec.